# Meister der Boccaccio-Bilder
Als Meister der Boccaccio-Bilder (französisch Maître des Illustrations du Boccace) wird ein flämischer Zeichner und Kupferstecher bezeichnet, der zwischen 1470 und 1490 tätig war. Der namentlich nicht bekannte Künstler erhielt seinen Notnamen nach den Kupferstichen, die er zu dem gedruckten Buch De la Ruine des Nobles hommes et femmes, der französischen Übersetzung der Werke De Casibus Illustrium Virorum Et Mulierum von Giovanni Boccaccio geschaffen hat.
Boccaccios Text aus der Renaissance um 1380 ist eine Sammlung von 106 Biografien bekannter Personen aus Geschichte und Mythologie. Die Buchausgabe, zu der der Meister der Boccaccio-Bilder seine Arbeit beitrug, wurde 1476 in Brügge von Colard Mansion herausgegeben. Die Stiche wurden koloriert und in das Buch eingeklebt. Die heute noch erhaltenen Ausgaben des Werkes sind eines der frühesten Beispiele kolorierter Kupferstiche in einem Druckwerk.
Es wurde vorgeschlagen, dass Colard Mansion selbst die Stiche anfertigte. Meist wird davon ausgegangen, dass ein oder vielleicht auch mehrere Kupferstecher zum Buch beigetragen haben, darunter wahrscheinlich auch der Meister des Dresdener Gebetbuches und der Meister mit den weißen Inschriften.

## Werke (Auswahl)
Von den Stichen des Meisters der Boccaccio-Bilder zu Boccaccios Werk sind einige wenige erhalten geblieben, die sich heute im Besitz beispielsweise folgender Museen befinden:
- De la Ruine des Nobles hommes et femmes, Museum of Fine Arts, Boston, Neun kolorierte Stiche Inv.Nr. 32.458
- Boccaccio überreicht sein Buch dem Mainardo Cavalcanti, kolorierter Kupferstich, Fitzwilliam-Museum, Cambridge Inv. Nr. P.6349-R

Andere dem Meister zugeschriebene Werke sind beispielsweise die folgenden:
- Auferstehung, Kupferstich, National Gallery of Art, Washington, Inv. Nr. 1943.3.5807